# Урмуз
Урмуз (рум. Urmuz), настоящее имя Деме́тру Деметре́ску-Бузэ́у (рум. Demetru Demetrescu-Buzău) (17 марта 1883, Куртя-де-Арджеш — 23 ноября 1923, Бухарест) — румынский писатель.

## Биография и творчество
Окончил юридический факультет, служил судьей в своем родном городке, в Тырговиште и других провинциальных городах. Участвовал во Второй Балканской войне (1913), позднее получил место в Верховном кассационном суде в Бухаресте. В 1922 опубликовал две абсурдистские прозаические миниатюры в авангардном  журнале, на следующий год покончил с собой без видимых причин.

## Наследие и признание

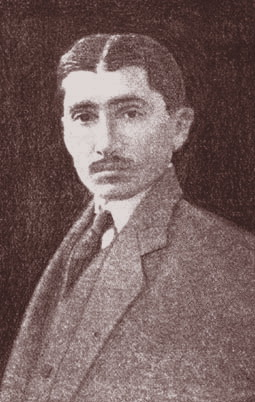
Урмуз

Стал знаменем для румынского авангарда 1920-1930-х годов, признан предшественником дада, сюрреалистов и театра абсурда, повлиял на творчество Ионеско. В 1976 вышел том его сочинений на немецком языке в переводах Оскара Пастиора. Кроме того, сочинения Урмуза переведены на английский, французский, итальянский, испанский, голландский, чешский языки.

## Издания
- Urmuz/ Saşa Pană; Matei Călinescu, eds. Bucureşti: Colecţia Editurii Unu, 1930
- Pagini bizare. Stavros Deligiorgis, ed. Bucureşti: Cartea Românească, 1985

## Публикации на русском языке
- Измаил и Турнавиту. Воронка и Стамате/ / Митин журнал, 1986, №11 ()